# Giochi di notte
Giochi di notte (Nattlek) è un film svedese del 1966 diretto da Mai Zetterling.